# 萊奧塔 (明尼蘇達州)
萊奧塔（英語：Leota）是位於美國明尼蘇達州諾布爾斯縣萊奧塔鎮區的一個普查規定居民點。

## 人口
根據2020年美國人口普查的數據，萊奧塔的面積為3.93平方千米，皆為陸地。當地共有人口202人，而人口密度為每平方千米51.4人。